# Pietralunga
Pietralunga és un comune (municipi) de la província de Perusa, a la regió italiana d'Úmbria, situat uns 35 km al nord de Perusa. L'1 de gener de 2018 tenia 2.079 habitants. Limita amb els municipis de Apecchio, Cagli, Città di Castello, Gubbio, Montone i Umbertide.
Com a petita ciutat medieval d'Itàlia, té nombroses mencions de viatgers i aventurers, que es remunten a l'any 1000 aC. També hi ha diverses ruïnes romanes antigues. Segons la història, St. Crescenziano va morir a prop del centre de la ciutat.